# Pachydactylus oreophilus
Espèce
Pachydactylus oreophilus est une espèce de geckos de la famille des Gekkonidae.

## Répartition
Cette espèce vit dans la région de Kunene en Namibie et dans la province de Namibe en Angola. 

## Publication originale
- McLachlan & Spence, 1967 : A new species of Pachydactylus (Pachydactylus oreophilus sp. nov.) from Sesfontein, South West Africa. Cimbebasia, n. 21, p. 3-8 (texte intégral).